# Autonomní okruhy Ruské federace

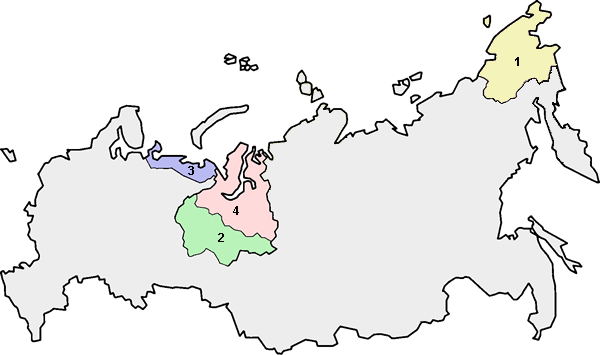
Autonomní okruhy Ruska k 1. březnu 2008:
1. Čukotský autonomní okruh
2. Chantymansijský autonomní okruh - Jugra
3. Něnecký autonomní okruh
4. Jamalo-něnecký autonomní okruh

Ruská federace sestává z 89 samostatných subjektů, z nichž 4 jsou autonomní okruhy.
4 současné autonomní okruhy Ruské federace (rusky: автономные округа, j. č. автономный округ) jsou (co do pravomocí) nejnižší stupeň samosprávy. Jedná se o regiony obývané neruskými etniky, která však mnohdy tvoří jen menší část obyvatelstva.
Jsou plnoprávným subjektem v rámci Ruské federace.
Mají vlastní zákonodárnou moc, vlastní území (které bez jejich souhlasu nelze měnit) a vlastní obyvatelstvo.
Vzájemné vztahy autonomního okruhu a kraje / oblasti, do které patří, mohou být upravené federálním zákonem anebo vzájemnou smlouvou mezi autonomním okruhem a krajem / oblastí.

## Vznik
Pod původním názvem národnostní okruhy byly první z nich vytvořeny v roce 1920 k poskytnutí autonomie malým národům na severu Ruska a v roce 1930 došlo k dalšímu rozšíření jejich počtu. V roce 1977 došlo ke změně ústavy Sovětského svazu, která také měnila název národnostních okruhů na autonomní, aby se zdůraznil právě aspekt autonomie. Ústava z roku 1977 předpokládala podřízení autonomních okruhů jednotlivým oblastem a krajům. Nová ústava z 15. prosince 1990 tento status změnila a autonomní okruhy se staly plnoprávným subjektem v rámci Ruské federace.

## Současnost
V roce 1990 existovalo v rámci Ruské federace celkem 10 autonomních okruhů. V rámci administrativních změn došlo ke sloučení některých z nich s kraji nebo oblastmi. Je pravděpodobné, že tento trend bude i nadále pokračovat. Níže je uveden seznam autonomních okruhů v roce 1990 a jejich současný status:
- Aginský burjatský autonomní okruh (nyní se sloučil s Čitskou oblastí a vytvořily tak Zabajkalský kraj)
- Čukotský autonomní okruh v rámci Magadanské oblasti (nyní samostatný subjekt)
- Evencký autonomní okruh v rámci Krasnojarského kraje (nyní sloučen s Krasnojarským krajem)
- Chantymansijský autonomní okruh v rámci Ťumeňské oblasti (nyní samostatný subjekt)
- Komi-Permjacký autonomní okruh (nyní po sloučení s Permskou oblastí tvoří Permský kraj)
- Korjacký autonomní okruh (nyní po sloučení s Kamčatskou oblastí je okruhem se zvláštním postavením v rámci Kamčatského kraje)
- Něnecký autonomní okruh v rámci Archangelské oblasti (nyní samostatný subjekt)
- Tajmyrský autonomní okruh v rámci Krasnojarského kraje (nyní sloučen s Krasnojarským krajem)
- Usťordynský burjatský autonomní okruh v rámci Irkutské oblasti (nyní sloučen s Irkutskou oblastí)
- Jamalo-něnecký autonomní okruh v rámci Ťumeňské oblasti (nyní samostatný subjekt)